# A Certain Magical Index
A Certain Magical Index (とある魔術の禁書目録?, To aru majutsu no Indekkusu, lett. "Una certa Index magica") è una serie di light novel giapponese scritta da Kazuma Kamachi e illustrata da Haimura Kiyotaka, pubblicata dal 10 aprile 2004 al 10 ottobre 2010 contando 22 volumi più tre speciali, per un totale di 25. Il 10 marzo 2011 è quindi iniziata una seconda serie intitolata Shinyaku: To aru majutsu no Index, la cui pubblicazione si è conclusa il 10 luglio 2019 e conta 23 volumi. Una terza serie, dal titolo Sōyaku: To aru majutsu no Index, viene pubblicata a partire dal 7 febbraio 2020.
Dalla light novel è stato successivamente tratto un manga scritto da Chūya Kogino e serializzato dal 2007, edito in Italia dalla Star Comics a partire da febbraio 2012. Una serie televisiva anime composta da due stagioni è stata prodotta da J.C.Staff e trasmessa in Giappone su Tokyo MX e altre reti dal 4 ottobre 2008 al 1º aprile 2011. A inizio il 3 ottobre 2011, sul sito ufficiale della serie TV e poi l'11 ottobre sulla rivista Dengeki Bunko di ASCII Media Works, è stata annunciata la produzione di un film animato dedicato all'opera di Kazuma Kamachi, dal titolo A Certain Magical Index: The Movie －The Miracle of Endymion e distribuito nei cinema nipponici dal 23 febbraio 2013. Una terza ed ultima stagione televisiva da 26 episodi è andata in onda dal 6 ottobre 2018 al 5 aprile 2019.
Da A Certain Magical Index sono state tratte due side-story. La prima è incentrata sul personaggio di Mikoto Misaka, è intitolata A Certain Scientific Railgun ed è composta da un manga in corso di serializzazione e da una serie animata basata su di esso composta da 3 stagioni e trasmessa in Giappone dal 2 ottobre 2009 e prodotta da J.C.Staff. La seconda è incentrata sul personaggio di Accelerator, è intitolata A Certain Scientific Accelerator ed è composta da un manga in corso di serializzazione della rivista Dengeki Daioh di ASCII Media Works. Sono stati realizzati anche diversi spin-off e altri adattamenti, tra cui diversi videogiochi.
Il titolo originale è letteralmente traducibile come "Un certo indice magico", ma viene ufficialmente pronunciato Index, in riferimento all'omonimo personaggio dell'opera, rendendo così il titolo ambivalente.
La trama è ambientata in un mondo in cui gli esseri chiamati Esper possiedono abilità soprannaturali. La serie è incentrata su Tōma Kamijō, un giovane studente delle scuole superiori della Città-Studio con la capacità di annullare i poteri degli altri Esper, che incontra una suora inglese di nome Index. La sua abilità, che gli permette di annullare gli altri poteri toccandoli, e la sua relazione con Index si rivelano pericolose per gli altri maghi ed esper, che vogliono scoprire i segreti che si celano dietro lui e Index, oltre che della città.
Dopo essere stato rifiutato per il Premio Dengeki Novel, Kamachi è stato contattato da Kazuma Miki, un curatore editoriale di ASCII Media Works che gli ha fatto diversi romanzi di prova. Ottenuta la possibilità di scrivere una serie completa, decise di crearla con il concetto di esplorare le regole della magia, anziché limitarsi a farla esistere, e di includere la scienza per opporsi ai suoi elementi. La serie che ne è scaturita ha riscosso successo sia presso la critica che presso il pubblico, che ne ha lodato l'azione e i personaggi.

## Trama
(Tōma Kamijō alla fine di ogni anticipazione dell'episodio successivo nell'anime)
In un mondo dove le capacità degli esper, persone con poteri soprannaturali, sono create tramite la tecnologia e la scienza, nelle vicinanze di Tokyo sorge la Città-Studio (学園都市?, Gakuen Toshi), nata per crearli e aiutarli nello sviluppo dei loro poteri (a migliorarli e a imparare a controllarli). Qui uno studente delle superiori, Tōma Kamijō, sembra non possedere nessuna particolare abilità esper (viene quindi classificato come "Livello 0"); tuttavia il suo braccio destro possiede la capacità unica di annullare qualsiasi altro potere, abilità chiamata imagine breaker (lett. "distruttore d'illusioni").
La storia inizia quando un'estate, precisamente la mattina del 20 luglio, Tōma ritrova svenuta sul balcone del suo appartamento una piccola suora vestita di bianco e dai capelli argentati. Il suo nome è Index, ed ella si rivela presto essere piuttosto capricciosa e iperattiva. Sembra anche che possegga una particolare abilità: la "memorizzazione perfetta", cioè la capacità di memorizzare tutto ciò che ella vede senza tralasciarne nessun particolare. Proprio a causa di questo suo potere la Chiesa Puritana Inglese, la stessa da cui proviene Index, ha fatto memorizzare alla suora 103 000 Grimori, libri proibiti, facendola così diventare Index Librorum Prohibitorum ("Indice dei libri proibiti"). A causa di ciò Index è inseguita da dei maghi che tentano d'impadronirsi dei Grimori, e Tōma si ritroverà così a dover proteggerla, venendo a conoscenza dei segreti che si celano dietro a questa storia.
Oltre a ciò Tōma dovrà fare i conti con altri misteri che avvolgono la scienza della Città-Studio, tra cui pericolosi esperimenti eseguiti in cerca del leggendario "Livello 6", insieme ai molti alleati e amici che troverà a partire da quell'estate che ha cambiato la sua vita.

## Personaggi

Tōma e Index nella prima sigla di chiusura

Tōma Kamijō (上条 当麻?, Kamijō Tōma)
Doppiato da: Atsushi Abe
Protagonista della serie, è uno studente delle scuole superiori nella Città-Studio di Livello 0, il cui unico potere è "Imagine Breaker". Questo potere racchiuso nella sua mano destra gli consente di annullare qualsiasi altro potere Esper o Magico, inclusa la sua fortuna. La sua frase giornaliera è quindi divenuta «Che Sfiga!» proprio a causa di questo suo potere.
Index (インデックス?, Indekkusu)
Doppiata da: Yuka Iguchi
È una suora appartenente alla Chiesa Puritana Inglese avente un potere cosiddetto "Memorizzazione Perfetta" che le consente di ricordare nei minimi dettagli ogni istante della sua vita. A causa di questa sua dote, la Chiesa Anglicana ha utilizzato la sua memoria come indice per conservarvi 103.000 Grimori, rendendola così L'Indice dei Libri Proibiti. Diventa così un bersaglio per molti maghi malvagi, con l'intenzione di appropriarsi del potere dei Grimori.
Mikoto Misaka (御坂 美琴?, Misaka Mikoto)
Doppiata da: Rina Satō
È la terza esper di Livello 5 in tutta la Città-Studio, soprannominata "Railgun" dal suo principale attacco, nonché suo potere e "Biri Biri" da Tōma, per cui ha una cotta. Frequenta la Tokiwadai, una delle scuole più prestigiose della Città Accademia e talvolta aiuta la sua compagna di stanza Kuroko a compiere alcune difficili missioni per Judgement di cui la stessa Kuroko fa parte.
Accelerator (一方通行?, Akuserarēta)
Doppiato da: Nobuhiko Okamoto
È l'esper di Livello 5 più forte di tutta la Città-Studio. Il suo potere consiste nel controllare ogni tipo di vettore, dalla direzione dei vasi sanguigni alla traiettoria di un proiettile. Ha collaborato ad un esperimento per progredire al Livello 6, dovendo uccidere 20000 Sisters di Misaka, ne elimina più della metà, prima di essere fermato da Tōma. Questo scontro cambierà lentamente la sua vita e in seguito, quando incontrerà Last Order (sister 20001), si affezionerà alla ragazzina poiché unica persona che dopo molti anni gli abbia rivolto parole amichevoli. Tuttavia lei è in grave pericolo per un virus che è entrato in lei e per salvarla però, verrà colpito da un proiettile in testa, sopravvivendo, ma perdendo tutte le sue capacità di calcolo. Nonostante ciò, sarà ancora in grado di utilizzare i suoi poteri per mezzo di un "Reflex" attivo per un tempo limitato variabile dai 15 ai 30 minuti.
Shiage Hamazura (浜面 仕上?, Hamazura Shiage)
Doppiato da: Satoshi Hino
È un esper di Livello 0 che vive nella Città-Studio. Appartiene ad un gruppo armato di Livello 0 chiamato "Skill Out" che ha come unico obiettivo l'eliminazione di esper per compensare la loro mancanza di poteri. Sebbene nell'anime sia apparso solo come personaggio secondario nell'ultimo episodio della seconda stagione, nella serie di light novel dopo le prime apparizioni acquisisce maggior rilievo da diventare uno dei protagonisti della storia.

## Terminologia

### Esper e correlati
Esper (超能力者?, Chōnōryokusha)
Anche conosciuti come utilizzatori di poteri o psichici, gli esper sono persone che possono utilizzare poteri psichici o poteri soprannaturali. Una piccola parte degli utilizzatori sono nati con poteri soprannaturali (chiamati gemstone), mentre la maggior parte sono persone comuni che hanno il potenziale per ottenerli. Il Power Curriculum Program della Città-Studio, che fa uso dei test, studi, conferenze, medicinali, simulazioni corporee e ipnosi utilizzati per sbloccare i poteri di una persona, è uno dei mezzi per sviluppare poteri psichici nella gente comune con potenziale. La maggior parte degli esper sono capaci di utilizzare i loro poteri solo con il pensiero. A causa della differenze dei loro corpi da quelli dei normali esseri umani e dei maghi, i loro corpi sono sottoposti a danni estremi e mortali se si tenta di utilizzare la magia.
Livello (レベル?, Reberu, Level)
Ogni esper della Città-Studio ne possiede uno. Determinato da un test eseguito da un gruppo di scienziati sugli studenti ogni un certo periodo dell'anno, classifica gli esper secondo lo sviluppo e la potenza delle loro abilità. Esistono 5 Livelli e del Livello 5, il più forte, ci sono solo sette persone, tra cui la protagonista Mikoto Misaka. Le persone che invece non hanno alcuna abilità esper sono classificate come Livello 0: ne è un esempio Tōma Kamijō, in quanto la sua abilità Imagine Breaker non è riconosciuta come esper, né come magica.
Campi AIM (AIM拡散力場?, AIM kakusan rikiba)
I campi AIM sono segnali emessi inconsciamente dagli esper per le loro doti soprannaturali. Nella serie gli scienziati della Città-Studio stanno studiando questa misteriosa "forza" e gli effetti che può produrre.

### Magia e correlati
Maghi (魔術師?, Majutsushi)
La magia è stata creata dalle persone che volevano avere dei poteri come la loro controparte psichica (gemstone). Anche se la magia è stata pensata in modo che le persone più ordinarie possono imparare ad utilizzarla, indipendentemente dal tipo di magia che è, le persone con poteri psichici invece non sono in grado di utilizzarla senza subire gravi danni. Allo stesso modo i maghi non possono usare poteri esper senza subire gravi danni. I maghi europei hanno un nome magico, che è una combinazione di parole in latino e di un codice numerico. La parte in latino del nome magico è la ragione per cui il possessore ha imparato ad utilizzare la magia, mentre la parte numerica è soltanto presente con lo scopo di prevenire la duplicazione del nome magico da altri maghi. Tradizionalmente i maghi quando combattono non sono costretti ad utilizzare il loro vero nome, ma possono utilizzare quello magico. Tuttavia quando un mago pronuncia il proprio nome magico a un avversario, significa che è intenzionato ad ucciderlo.
Grimori (魔道書?, Madōsho)
I Grimori sono libri magici contenenti potenti incantesimi, il cui utilizzo può provocare gravi danni all'evocatore. La sola lettura di questi testi, come dice Index, è gravemente dannosa per semplici maghi. Ne esistono 103.000 e in passato erano libri fisici, che sono stati bruciati dopo essere stati trasferiti nella mente dell'Index Librorum prohibitorum, una suora semplicemente conosciuta come Index.

### Gruppi della Città-Studio
Judgment (ジャッジメント?, Jajjimento)
È un corpo che si occupa di tutte le questioni quotidiane all'interno della Città Accademica, dalla pulizia delle strade al ritrovamento di oggetti smarriti. Inoltre questo corpo, costituito da studenti, si occupa di fermare i criminali che agiscono nella città. Di Judgment fanno parte Kuroko Shirai e Kazari Uiharu.
Anti-Skill (アンチスキル?, Anchi Sukiru)
È un corpo speciale corrispondente pressoché alla polizia che si occupa della sicurezza all'interno della Città-Studio. Come Judgment, si occupa anche di questioni minori, ma solitamente le questioni più critiche e pericolose vengono affidate ad Anti-Skill, mentre per quelle più semplici e meno pericolose se ne occupa Judgment. Anti-Skill, come dice il nome stesso, è stato creato con lo scopo di controllare le azioni portate avanti dagli esper.
Skill-Out (スキルアウト?, Sukiru Auto)
Si tratta di gruppi di Livello 0 che si riuniscono con lo scopo di combattere gli esper con vari metodi per coprire il divario presente tra le due categorie. Essi affermano che in una città come la Città-Studio i Livello 0 non hanno alcuna garanzia di poter vivere una vita normale, il che è il motivo che li spinge ad armarsi e combattere.

## Media

### Light novel
In Giappone la serie di light novel A Certain Magical Index è stata pubblicata da ASCII Media Works sotto la sua etichetta Dengeki Bunko dal 10 aprile 2004, per poi concludersi il 10 ottobre 2010 con 25 volumi; 22 trattano la storia principale mentre gli altri tre sono collezioni di brevi racconti, definiti A Certain Magical Index SS. Il 4 maggio 2021, tutti i volumi sono stati resi disponibili gratuitamente per un giorno nell'applicazione Dengeki Novekomi sviluppata da Kadokawa Corporation. La serie è distribuita anche in Nord America da Yen Press, in Francia da Ofelbe e in Cina da Kadokawa Taiwan Corporation.
Dal 10 marzo 2011 è poi iniziata la pubblicazione di una seconda serie di light novel intitolata Shinyaku: To aru majutsu no Index (新約 とある魔術の禁書目録?, Shin'yaku: To aru majutsu no Indekkusu, lett. "Una certa Index magica: Nuovo Testamento"), terminata il 10 luglio 2019, che conta 23 volumi. Il 4 maggio 2021 i volumi hanno iniziato a essere pubblicati nell'app Novekomi. Una terza serie, dal titolo Sōyaku: To aru majutsu no Index (創約 とある魔術の禁書目録?, Sōyaku: To aru majutsu no Indekkusu, lett. "Una certa Index magica: Testamento della Genesi"), ha iniziato la pubblicazione il 7 febbraio 2020. La serie è distribuita anche in Nord America da Yen Press.
Kamachi ha scritto romanzi brevi esclusivamente per le tre raccolte di artbook di Haimura. Il primo romanzo breve, intitolato To aru majutsu no Index SS: Love Letter sōdatsu-sen (とある魔術の禁書目録 ラブレター争奪戦?, To aru majutsu no Indekkusu Rabu Retā sōdatsu-sen), è stato incluso nella pubblicazione di Kiyotaka Haimura Artbook rainbow spectrum:colors uscito il 28 febbraio 2011. Il secondo romanzo breve, intitolato Shinyaku: To aru majutsu no Index SS (新約 とある魔術の禁書目録SS?, Shin'yaku: To aru majutsu no Indekkusu SS), è stato incluso in Kiyotaka Haimura Artbook 2 rainbow spectrum:notes uscito il 9 settembre 2014. Il terzo romanzo breve, Sōyaku: To aru majutsu no Index SS (創約 とある魔術の禁書目録SS?, Sōyaku to aru majutsu no Indekkusu SS), è stato incluso in Kiyotaka Haimura Artbook 3 CROSS distribuito il 9 maggio 2020.
I romanzi bonus che Kamachi ha scritto per le pubblicazioni in Blu-ray e DVD della serie anime sono stati raccolti in due volumi intitolati To aru majutsu no Index: Gaiten shoku (とある魔術の禁書目録 外典書庫?, To aru majutsu no Indekkusu: Gaiten shoku) per commemorare il 15º anniversario della serie, i quali sono stati pubblicati rispettivamente il 10 giugno e il 7 agosto 2020.
Una serie di romanzi spin-off scritta da Kamachi e illustrata da Nilitsu e incentrata sulle donne appartenenti al lato oscuro della Città-Studio, intitolata To aru Anbu no Item (とある暗部の少女共棲?, To aru Anbu no Aitemu), è stata annunciata nel gennaio 2023 e viene pubblicata dal 10 marzo seguente. Al 7 marzo 2025, in Giappone sono usciti in totale quattro volumi.

### Manga

Copertina del primo volume dell'edizione italiana, raffigurante Index

La serie è stata adattata in due serie manga. Il primo, adattamento della serie di light novel, è disegnato da Chuya Kogino e ha iniziato la serializzazione nel numero di maggio 2007, uscito il 1º aprile 2007, della rivista per manga shōnen Monthly Shōnen Gangan della Square Enix. I successivi capitoli sono serializzati mensilmente. Il primo volume tankōbon è stato pubblicato da Square Enix sotto l'etichetta Gangan Comics il 10 novembre 2007; la serie conta 32 tankōbon al 12 giugno 2025. In Italia il manga viene pubblicato da Star Comics nella collana Mitico a partire dal 22 febbraio 2012 con periodicità bimestrale per i primi numeri, poi irregolare. La traduzione dei testi è curata da Yupa, mentre il lettering è realizzato da Christian Biscaro. La serie è distribuita anche in Nord America da Yen Press, in Francia da Ki-oon e in Cina da Kadokawa Taiwan Corporation.
L'adattamento manga, basato sul film A Certain Magical Index: The Movie －The Miracle of Endymion, è disegnato da Ryōsuke Asakura ed è stato serializzato dal 12 febbraio al 12 ottobre 2013. Square Enix ha pubblicato il primo volume tankōbon il 27 agosto 2013 e il secondo volume il 22 ottobre seguente.

#### Spin-off
Una serie manga, che funge da storia secondaria, disegnata da Motoi Fuyukawa, intitolata A Certain Scientific Railgun, ha iniziato la serializzazione nel numero di aprile 2007 di Dengeki Daioh. 18 volumi tankōbon sono stati pubblicati dal 10 novembre 2007 al 27 marzo 2023. Il suo spin-off, intitolato A Certain Scientific Railgun: Astral Buddy, è stato serializzato dal 27 aprile 2017 al 27 luglio 2020 su Dengeki Daioh. I capitoli sono stati raccolti in 4 volumi tankōbon pubblicati dal 27 novembre 2017 al 26 ottobre 2020. Una seconda serie manga secondaria disegnata da Arata Yamaji, intitolata A Certain Scientific Accelerator, è stata serializzata dal 27 dicembre 2013 al 27 luglio 2020 su Dengeki Daioh. I capitoli sono stati raccolti in 12 volumi tankōbon pubblicati dal 26 luglio 2014 al 27 agosto 2020. Una terza serie secondaria disegnata da Nankyoku Kisaragi, intitolata A Certain Scientific Dark Matter (とある魔術の禁書目録外伝 とある科学の未元物質?, To aru Majutsu no Indekkusu gaiden: To aru kagaku no Dāku Matā) è stata serializzata dal 27 agosto 2019 al 26 marzo 2020 su Dengeki Daioh. Una quarta serie secondaria, disegnata da Yasuhito Nogi, intitolata A Certain Scientific Mental Out (とある魔術の禁書目録外伝 とある科学の心理掌握?, To aru majutsu no Indekkusu gaiden: To aru kagaku no Mentaru Auto), ha iniziato la serializzazione il 27 luglio 2021 sul sito Comic Newtype. Al 26 febbraio 2025 sono stati pubblicati quattro volumi.
Un manga yonkoma spin-off disegnato da Mijin Kouka, intitolato To aru nichijō no Index-san (とある日常のいんでっくすさん?, To aru nichijō no Indekkusu-san) è stato serializzato dal 12 settembre 2013 al 12 maggio 2016 sulla rivista Monthly Shōnen Gangan di Square Enix. Un totale di 5 volumi tankōbon sono stati pubblicati dal 22 febbraio 2014 al 21 maggio 2016. Nel marzo 2023, Kamachi ha rivelato l'adattamento manga di To aru Anbu no Item di Strelka, che ha iniziato la serializzazione il 27 ottobre 2023 sulla rivista Dengeki Daioh. Al 24 aprile 2025 sono stati pubblicati due volumi.

### Anime

#### Serie televisiva
Una serie televisiva anime ispirata alla serie di light novel di Kamachi è stata prodotta nel 2008 dallo studio J.C.Staff con AT-X. La regia è a cura di Hiroshi Nishikiori e la serie è andata in onda in Giappone dal 4 ottobre 2008 al 17 marzo 2009, per un totale di 24 episodi trasmessi. La serie è stata raccolta poi in otto DVD e Blu-ray Disc per il mercato home video, pubblicati tra il 23 gennaio e il 21 agosto 2009.
Una seconda stagione, intitolata A Certain Magical Index II (とある魔術の禁書目録 II?, To aru majutsu no Indekkusu II) e composta sempre da 24 episodi, è stata trasmessa dall'8 ottobre 2010 al 1º aprile 2011 su AT-X e altre reti nipponiche e adatta in anime gli avvenimenti della serie di light novel fino al primo volume speciale, A Certain Magical Index SS. La serie è stata anche trasmessa in streaming su Nico Nico Douga. La seconda stagione è stata pubblicata per il mercato home video giapponese in 8 volumi tra il 26 gennaio e il 22 settembre 2011.
Il 1º ottobre 2017, tramite il programma di varietà Aniculbu! in onda in Giappone su Animax, è stata resa nota la produzione della terza stagione dell'anime composta da 26 episodi e intitolata A Certain Magical Index III (とある魔術の禁書目録 III?, To aru majutsu no Indekkusu III), è andata in onda dal 6 ottobre 2018 al 5 aprile 2019. la terza stagione è stata pubblicata per il mercato home video giapponese in 8 volumi tra il 26 dicembre 2018 e il 31 luglio 2019. La terza stagione era originariamente prevista come un reboot dell'anime, ma in seguito è stato deciso di farne un sequel. Le tre stagioni sono state pubblicate su Hulu in Giappone il 24 marzo 2022.
Una serie di episodi speciali parodistici dal titolo To aru majutsu no index-tan (とある魔術のいんでっくすたん?, To aru majutsu no Indekkusu-tan, lett. "Una certa magica Index-tan") sono stati inclusi in alcuni volumi DVD e Blu-ray della serie principale. Sono stati prodotti un totale di 6 episodi, distribuiti dal 23 gennaio 2009 al 30 aprile 2019. I corti prendono il nome dal personaggio di Index-tan, ovvero Index rappresentata in versione chibi.
Dal 1º agosto 2019 le prime due stagioni sono state rese disponibili sulla piattaforma Netflix anche coi sottotitoli in italiano. La terza invece è disponibile tramite Crunchyroll.

##### Colonna sonora
Maiko Iuchi di I've Sound è responsabile della colonna sonora delle tre stagioni della serie. La prima sigla d'apertura, utilizzata negli episodi 1-16 della prima stagione di A Certain Magical Index, è PSI-Missing, mentre la seconda, impiegata a partire dall'episodio 17, è Masterpiece, entrambe cantate da Mami Kawada. La prima sigla di chiusura, presente negli episodi 1-19, è Rimless ~Fuchinashi no sekai~ (Rimless 〜フチナシノセカイ〜?), mentre la seconda, utilizzata dall'episodio 20 in poi, è Chikaigoto ~Sukoshi dake mō ichido~ (誓い言 ～スコシだけもう一度～?), ambe due cantate da Iku.
La prima sigla d'apertura di A Certain Magical Index II è No Buts!, mentre la seconda, introdotta nell'episodio 17, è See Visions, entrambe di Kawada. La prima sigla di chiusura, utilizzata negli episodi 1-3, è Magic∞World, mentre la seconda, impiegata a partire dall'episodio 14, è Memories Last (メモリーズ・ラスト?, Memorīzu Rasuto), entrambe interpretate da Kurosaki.
La sigla di chiusura del film A Certain Magical Index: The Movie －The Miracle of Endymion è Fixed Star di Kawada e il singolo è stato pubblicato il 20 febbraio 2013. La prima sigla d'apertura di A Certain Magical Index III è Gravitation, mentre la seconda è Roar, cantate entrambe da Kurosaki. La prima sigla di chiusura è Kakumei zenya (革命前夜?), mentre la seconda è Owaranai uta (終わらない歌?), ambe due di Yuka Iguchi.

#### Film
Nei primi giorni di ottobre 2011 sul sito ufficiale della serie animata e poi l'11 ottobre 2011 sulla rivista Dengeki Bunko venne annunciata la futura produzione di un film d'animazione per A Certain Magical Index. In risposta a un tweet di un utente giapponese del 4 marzo 2012 riguardante il fatto se il film proseguisse la trama con gli eventi del 14° romanzo, Kazuma Miki della Dengeki Bunko, ramo di ASCII Media Works, ha replicato affermando che Kazuma Kamachi, autore della serie, avrebbe scritto una storia del tutto nuova per la pellicola, per la quale i tempi di lavorazione non erano stati ancora resi noti. Il titolo è stato poi annunciato con la data di uscita e vari trailer nel corso del 2012: il film si intitola A Certain Magical Index: The Movie －The Miracle of Endymion ed è uscito nelle sale il 23 febbraio 2013. Il film è stato pubblicato in DVD e Blu-ray Disc nell'agosto 2013. Tale pubblicazione è stata sponsorizzata da un episodio speciale trasmesso il 9 agosto 2013 su Tokyo MX tra gli episodi 17 e 18 della serie Railgun S.
In Italia la pellicola è stata resa disponibile sulla piattaforma Netflix dal 1º agosto 2019 anche coi sottotitoli in italiano.

### Videogiochi
Un fighting game intitolato A Certain Magical Index, sviluppato da Shade, è stato pubblicato da ASCII Media Works per PlayStation Portable (PSP) il 27 gennaio 2011. Un videogioco strategico a turni a tema gioco di carte intitolato To aru majutsu no Index Struggle Battle (とある魔術の禁書目録頂点決戦?, To aru majutsu no Indekkusu Sutoraguru Batoru, lett. "Una certa Index magica: Battaglia decisiva al vertice"), è stato sviluppato da Heroz e pubblicato da ASCII Media Works per il servizio Mobabe il 25 dicembre 2012. Il gioco è stato aggiornato nel 2015 con il titolo A Certain Magical Index: Struggle Battle II, ma in seguito è stata annunciata la fine del servizio il 30 marzo 2018.
Namco Bandai Games e Banpresto hanno prodotto un titolo crossover di genere visual novel, To aru majutsu to kagaku no Ensemble (とある魔術と科学の群奏活劇?, To aru majutsu to kagaku no Ansanburu, lett. "Un certo insieme magico e scientifico") per PSP. Il gioco, i cui eventi avvengono pochi giorni prima degli eventi del film, è stato pubblicato il 21 febbraio 2013. Un videogioco rompicapo d'azione, intitolato To aru majutsu to kagaku no Puzzdex (とある魔術と科学の謎解目録?, To aru majutsu to kagaku no Pazudekkusu, lett. "Un certo insieme magico e scientifico di soluzioni agli indovinelli"), è stato sviluppato da Heroz e pubblicato da ASCII Media Works il 16 marzo 2014 per iOS e Android. NetEase Games ha sviluppato un MMORPG sulla serie con la supervisione di Kadokawa Corporation è stato pubblicato sul mercato cinese il 31 agosto 2017 per iOS, il 7 settembre seguente per Android e il 3 gennaio 2019 su PC.
Il 4 gennaio 2019, Square Enix ha pubblicato un teaser trailer che annunciava il suo gioco intitolato To aru majutsu no Index: Imaginary Fest (とある魔術の禁書目録幻想収束?, To aru majutsu no Indekkusu Imajinarī Fesuto, lett. "Una certa Index magica: Convergenza dell'illusione") che è stato pubblicato il 4 luglio seguente. Fuji Shoji, un'azienda giapponese nota per i suoi prodotti di pachinko e pachislot, ha pubblicato il 24 agosto 2020 un teaser trailer per il pachinko della serie, che è stato poi lanciato a novembre. Sun Electronics lo ha adattato in un gioco per dispositivi mobili e lo ha reso disponibile il 17 dicembre 2020.
Il mondo A Certain Magical Index è presente nel videogioco Dengeki Gakuen RPG: Cross of Venus per Nintendo DS. Index appare come personaggio di supporto, mentre Mikoto è un personaggio giocabile che può essere sbloccato attraverso il gioco e Accelerator è presente come boss. Index fa inoltre una apparizione cameo nel gioco per PSP Ore no imōto ga konna ni kawaii wake ga nai, tratto da un'altra omonima serie di light novel pubblicata da ASCII Media Works. In Dengeki Bunko: Fighting Climax Mikoto appare come un personaggio giocabile mentre Tōma e Accelerator sono personaggi assistenti. Sega e Dengeki Bunko hanno collaborato allo sviluppo di To aru majutsu no Virtual-On (とある魔術の電脳戦機?, Toaru majutsu no Bācharon) per PlayStation 4 e PlayStation Vita, uscito il 15 febbraio 2018. Tōma, Mikoto, Accelerator, Kuroko Shirai e Kazari Uiharu appaiono come personaggi giocabili in Dengeki Bunko: Crossing Void, un gioco per cellulari del 2018 sviluppato da 91Act e Sega.

### Altri media
Un drama CD è stato pubblicato prima con preordine tramite il volume 48 di Dengeki hp e successivamente nei negozi da novembre 2007. Ci sono due parti della storia. La prima parte è stata originariamente trasmessa come radio drama in Dengeki Taishō e inizia con un incontro tra un misterioso personaggio che si autoproclama "ex" mago e Tōma Kamijō e Index in un ristorante per famiglie, dopo che Misaka decide di andare via a causa di affari urgenti. La seconda parte è incentrata su Mikoto Misaka e Kuroko Shirai alle prese con il loro "affare urgente", e una richiesta di duellare da parte di una ragazza esper di Livello 3 della Tokiwadai. Geneon Universal Entertainment (ora NBCUniversal Entertainment Japan) ha pubblicato quattro drama CD per la prima stagione di Index con il titolo A Certain Magical Index Archives dal 25 marzo al 21 agosto 2009. La stessa azienda ha pubblicato altri quattro drama CD per la seconda stagione dal 25 maggio al 24 agosto 2011. Un drama CD per la terza stagione è stato pubblicato come bonus per i clienti che avevano acquistato i set di volumi in edizione limitata della serie tramite il sito giapponese di Amazon. Weiß-Schwarz ha adattato Index e Railgun in un gioco di carte collezionabili uscito il 24 aprile 2010.
Diversi personaggi di A Certain Magical Index si incrociano con altri personaggi creati da Kamachi nella light novel To aru majutsu no Heavy Zashiki-warashi ga kantan na satsujinki no konkatsu jijō (とある魔術のヘヴィーな座敷童が簡単な殺人妃の婚活事情?, To aru majutsu no Hevīna Zashiki-warashi ga kantan na satsujinki no konkatsu jijō, lett. "Un certo Heavy Zashiki-warashi affronta le circostanze del matrimonio di una semplice principessa assassina"), pubblicata il 10 febbraio 2015. In collaborazione con il franchise di videogiochi Virtual On di Sega, Kamachi ha scritto la light novel crossover intitolata To aru majutsu no Index × den'nō senki Bācharon: To aru majutsu no Bācharon (とある魔術の禁書目録×電脳戦機バーチャロン とある魔術の電脳戦機?, To aru majutsu no Indekkusu × den'nō senki Bācharon: To aru majutsu no Bācharon) con illustrazioni di mecha disegnate da Hajime Katoki, uscita il 10 maggio 2016. Una delle light novel di Kamachi, Apocalypse Witch si incrocia con A Certain Magical Index in un romanzo intitolato A Certain Magical Index × Apocalypse Witch Collaboration SS (とある魔術の禁書目録×アポカリプス・ウィッチ コラボSS?, To aru majutsu no Indekkusu × Apokaripusu Uitchi Korabo SS), uscito nel maggio 2020.
Un adattamento manga di To aru majutsu no Heavy Zashiki-warashi ga kantan na satsujinki no konkatsu jijō è stato serializzato dal 12 febbraio al 10 ottobre 2015 su Monthly Shōnen Gangan. I capitoli sono stati raccolti in 2 volumi tankōbon pubblicati rispettivamente il 21 novembre e il 22 dicembre 2015. Un adattamento manga di To aru majutsu no Index × den'nō senki Bācharon: To aru majutsu no Bācharon è stato serializzato dal 28 dicembre 2017 su Monthly Denplay Comic edita da ASCII Media Works. I capitoli sono stati raccolti in 3 volumi tankōbon pubblicati dal 10 marzo 2018 al 26 giugno 2019.

## Accoglienza

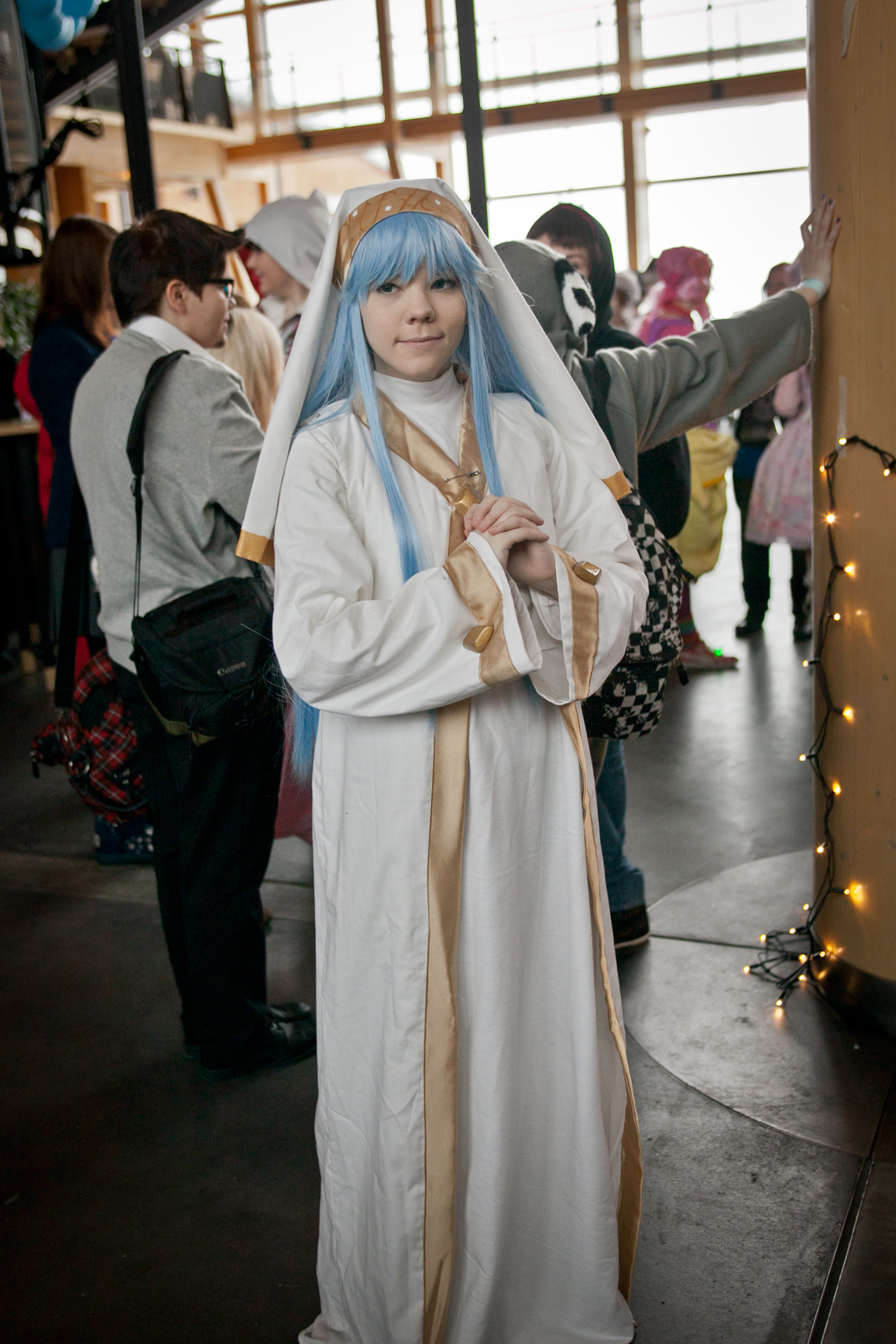
Cosplayer di Index al Desucon Frostbite del 2013

### Premi
La serie di light novel si è sempre classificata tra le prime dieci light novel nella guida Kono light novel ga sugoi! di Takarajimasha. In particolare, la serie si è classificata al primo posto nel 2011, mentre si è piazzata tra i primi tre anche nel 2012, 2013, 2014 e 2017. Nel 2020, la serie è stata inserita nella Hall of Fame, impedendole di classificarsi negli anni futuri. Anche Kamachi, Haimura e diversi personaggi della serie si sono classificati nella guida, in particolare Mikoto Misaka ha vinto il premio per il miglior personaggio femminile nove volte in dieci anni.
Nel corso Light Novel Award di Kadokawa Shoten tenutosi nel 2007, A Certain Magical Index si è classificato al secondo posto nella categoria azione. La serie si è inoltre classificata tra le migliori light novel di Kadokawa Light Novel Expo 2020 nella categoria passione infinita.

### Vendite
Nell'ottobre 2009 le light novel di A Certain Magical Index hanno venduto in Giappone 5 200 000 di copie. Nel maggio 2010 è stato riportato che A Certain Magical Index ha venduto circa 7.7 milioni di copie e divenne il bestseller n°1 di Dengeki Bunko. Lo stesso anno, nell'agosto 2010, è stato riportato che la serie ha raggiunto le 9 000 000 di copie vendute e divenne la quinta light-novel nella classifica dei Best Seller in Giappone, battendo altre serie popolari quali Full Metal Panic!, Shakugan no Shana e Haruhi Suzumiya. Nel novembre 2010 la serie di light novel ha superato i 10 milioni di copie vendute. Nell'ottobre 2014 è stato riportato che l'intero franchise, comprendendo le light novel e il manga, ha venduto oltre 28 milioni di copie. Nell'agosto 2017 è stato riportato che le light novel hanno venduto oltre 16,35 milioni di copie. Nel luglio 2018 è stato dichiarato che la serie ha venduto oltre 30 milioni di copie. Con l'uscita della light novel Madō Hacker >> Abake, mahō no seijakusei o, sempre di Kazuma Kamachi, è stato riferito che le vendite fisiche della serie hanno raggiunto i 18 milioni di copie. A maggio 2021 le light novel, i manga e le serie spin-off hanno raggiunto i 31 milioni di copie.

### Critica
Matthew Warner di The Fandom Post ha valutato il primo volume della light novel con una 'A', definendolo un "inizio fantastico". Anche Sean Gaffney di A Case Suitable for Treatment lo ha elogiato, definendolo un "inizio solido", pur notando che a volte può essere un po' lento. Anche Theron Martin di Anime News Network lo ha elogiato per il concetto, così come aver mantenuto Tōma Kamijō come un personaggio bilanciato, pur criticando le illustrazioni.
Richard Gutierrez di The Fandom Post ha elogiato la premessa del manga, ma ne ha criticato l'esecuzione a causa della mancanza di background. Leroy Douresseaux di Comic Book Bin ha elogiato il volume da lui recensito, affermando che i disegni di Chūya Kogino si adattano perfettamente alla serie. Tuttavia, Erkael di Manga News è stato più critico, in particolare per i disegni, ma ha elogiato la storia e il concetto. Francesco Peluso di Everyeye.it ha considerato il manga acerbo ma con numerosi spunti che in prospettiva potevano essere ben sfruttati.
Chris Beveridge di The Fandom Post ha elogiato l'adattamento anime, definendolo una "serie divertente" e "piuttosto coinvolgente". Anche Ian Wolf di Anime UK News ha elogiato la serie, in particolare per l'azione, mentre ha definito la colonna sonora "[semplicemente] OK". Come Beveridge e Wolf, anche Carl Kimlinger di Anime News Network ha elogiato la serie per i personaggi e l'azione, pur criticandola per essere a volte un po' generica. Come Kimlinger, anche Theron Martin dello stesso sito web ha elogiato l'azione e i personaggi, pur criticando il fatto che a volte risultava predicatoria. André Van Renssen di Active Anime ha definito la serie "una serie decente", paragonandola a Shakugan no Shana per la sua azione. Nonostante ciò, ha anche criticato la serie per essere a volte troppo violenta. In un sondaggio condotto nel 2018 dal sito web Goo Ranking, gli utenti giapponesi hanno votato i loro anime preferiti usciti nel 2008 e A Certain Magical Index è arrivato all'ottavo posto con 178 voti.